# Babbage (cráter)
Babbage es un antiguo cráter de impacto que se encuentra cerca del limbo noroeste de la Luna. Se adjunta al borde sureste del cráter prominente Pitágoras. El remanente de un impacto que recibe el nombre de cráter South invade el suelo sureste de Babbage.
El borde exterior de Babbage ha sido erosionado y modificado por una multitud de impactos posteriores, hasta que todo lo que queda es un anillo de colinas redondeadas. La más notable de estas modificaciones es el cráter satélite Babbage E, que se superpone al borde suroeste. El borde noreste de este cráter satelital ha desaparecido y forma una bahía en el perímetro de Babbage. Oenopides es otra formación desgastada unida al borde suroeste de esta protuberancia.

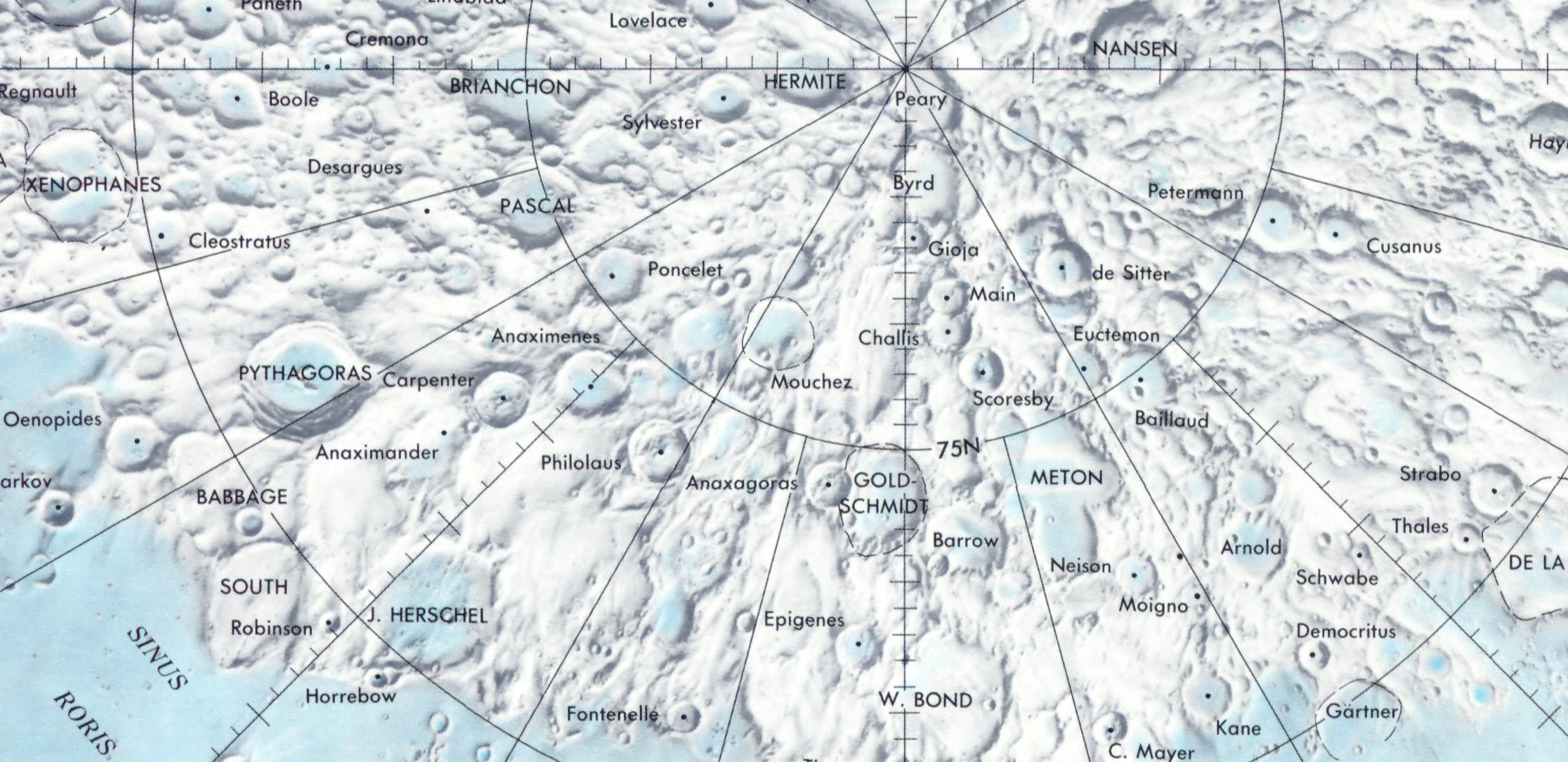
Localización de Babbage Cuadrante inferior izquierdo de la imagen)

Las rampas exteriores de Pitágoras se superponen sobre el suelo de Babbage, formando una región de terreno accidentado en la parte noroeste de su interior. El resto del suelo del cráter es relativamente plano, aunque está marcado por muchos pequeños impactos. La característica más notable en el suelo interior es el cráter satélite Babbage A, que se encuentra en la parte sureste de la plataforma interna. Este impacto no se ha desgastado significativamente, y parece mucho más reciente que el resto de la formación. Justo al oeste de Babbage A se halla el pequeño Babbage C, una formación en forma de cuenco.
El cráter debe su nombre al matemático británico Charles Babbage.

## Cráteres satélite

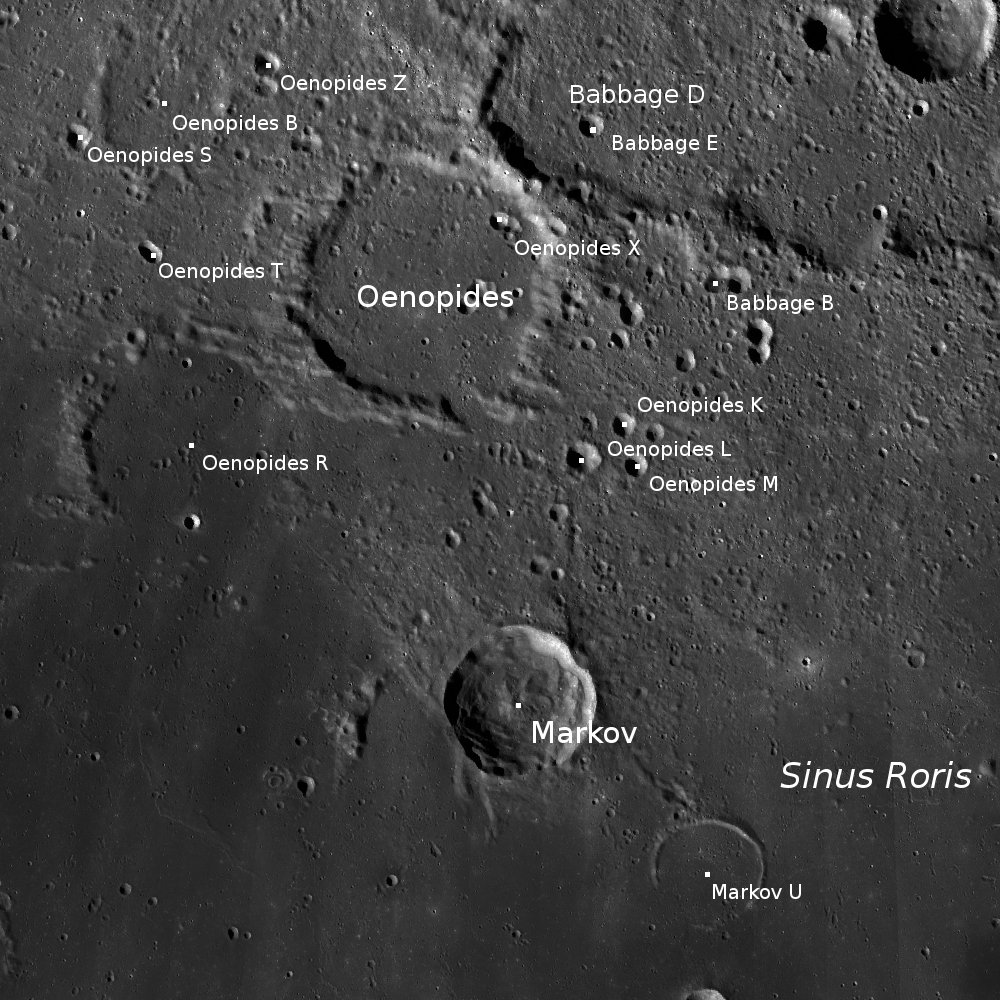
Entorno de Babbage. Fotografía de la misión Lunar Reconnaissance Orbiter

Por convención estos elementos son identificados en los mapas lunares poniendo la letra en el lado del punto medio del cráter que está más cercano a Babbage.
|         | \| Babbage \| Coordenadas \| Diámetro \| \| ------- \| ----------------------------- \| -------- \| \| A \| 59°00′N 55°06′O / 59.0, -55.1 \| 32 km \| \| B \| 57°06′N 59°42′O / 57.1, -59.7 \| 7 km \| \| C \| 59°06′N 57°18′O / 59.1, -57.3 \| 14 km \| \| D \| 58°36′N 61°00′O / 58.6, -61.0 \| 68 km \| \| E \| 58°30′N 61°24′O / 58.5, -61.4 \| 7 km \| \| U \| 60°54′N 51°18′O / 60.9, -51.3 \| 5 km \| \| X \| 60°12′N 49°54′O / 60.2, -49.9 \| 5 km \| |          |
| Babbage | Coordenadas | Diámetro |
| A       | 59°00′N 55°06′O / 59.0, -55.1 | 32 km    |
| B       | 57°06′N 59°42′O / 57.1, -59.7 | 7 km     |
| C       | 59°06′N 57°18′O / 59.1, -57.3 | 14 km    |
| D       | 58°36′N 61°00′O / 58.6, -61.0 | 68 km    |
| E       | 58°30′N 61°24′O / 58.5, -61.4 | 7 km     |
| U       | 60°54′N 51°18′O / 60.9, -51.3 | 5 km     |
| X       | 60°12′N 49°54′O / 60.2, -49.9 | 5 km     |